# Tobias Weller (Orgelbauer)
Tobias Weller († 1666) war ein deutscher Orgelbauer im Gebiet des ehemaligen Kurfürstentums Sachsen.
Weller war Schüler von Gottfried Fritzsche und nach dessen Weggang aus Dresden 1619 Sächsischer Hoforgelbauer.
Beim Bau der Orgel in der Stadtkirche St. Marien in Weißenfels hinterließ er auf der größten Orgelpfeife folgende Inschrift:
A(nn)o 1639. habe ich Tobias Weller, Churf(ürstlich) Sächs(ischer) Orgelmacher, dieses Orgelwerk verfertiget, hätte aber in vielen Dingen besser gemacht werden können; aber die Schuld ist nicht mir zuzuschreiben, sondern dem Herrn Baumeister. Ich vor meine Person habe Gott gedankt, daß ich’s mit Angst und großer Noth so weit gebracht; denn es war damals böse Zeit.
Sein Nachfolger als Sächsischer Hoforgelbauer war nach seinem Tod Andreas Tamitius. Keine seiner gebauten Orgeln ist erhalten (außer der eventuell von ihm gebauten in Coswig).

## Werk
| Jahr           | Ort              | Gebäude                            | Bild                                                                             | Manuale | Register | Bemerkungen |
| -------------- | ---------------- | ---------------------------------- | -------------------------------------------------------------------------------- | ------- | -------- | --- |
| 1619–1622      | Dresden          | (Alte) Frauenkirche                |                                                                                  | II/P    | 21       | Kosten 600 plus 450 Gulden; 1647 Überholung durch Weller; 1653 Erweiterung durch Weller; nach Abbruch der alten Frauenkirche 1730 wurden im Jahre 1735 Teile der Weller-Orgel nach Dresden-Plauen in die Auferstehungskirche verbracht, zusammen mit der alten Orgel aus Plauen zwei neue Instrumente gebaut, wobei die eine Orgel in Plauen verblieb und das zweite Instrument nach Loschwitz in die dortige Kirche verbracht wurde. |
| 1622–1624      | Dresden          | Sophienkirche                      |                                                                                  | II/P    | 18       | Kosten 1023 Gulden; 1720 nach Radeburg für 200 Taler verkauft (hatte u. a. Register Hall-Flöthen 2′) |
| 1615 oder 1624 | Coswig           | Alte Kirche                        |                                                                                  | I/P     | 12       | Orgel eventuell von Fritzsche; um 1735 nach Coswig verbracht, 1760 neu bemalt; eine der ältesten erhaltenen Orgeln in Sachsen |
| 1639           | Weißenfels       | Stadtkirche                        |                                                                                  | III/P   | 30       | |
| 1636/1637      | Marienberg       | St. Marien                         |                                                                                  | III/P   | 26       | Kosten über 1000 Fl. |
| 1641–1645      | Bautzen          | Dom St. Petri                      |                                                                                  | II/P    | 25       | [ 9 ] |
| 1646           | Tharandt         | Bergkirche                         |                                                                                  | I/P     | 13       | 337 Pfeifen |
| 1642–1644      | Dresden          | Kreuzkirche                        |                                                                                  |         |          | Überholung der beiden 1512–1514 von Blasius Lehmann errichteten Orgeln (große und kleine), wobei die große Orgel zusätzliche Register von Tobias Weller erhielt; 1660–1662 erweiterte und verbesserte Weller die nunmehr nach unten neben den Chor versetzte kleine Orgel. |
| 1647           | Bad Schandau     | St.-Johannis-Kirche (Bad Schandau) |                                                                                  |         |          | nicht erhalten, 1704 beim Stadtbrand zerstört |
| 1647/1648      | Mittweida        | Stadtkirche                        | Prospekt der Weller-Orgel von 1648 in Mittweida auf einer Schrift zur Orgelweihe | II/P    | 21       | [ 14 ] [ 15 ] |
| 1649           | Leisnig          | St. Matthäi                        |                                                                                  |         |          | [ 16 ] |
| 1651           | Leubnitz         | Dorfkirche                         |                                                                                  | II/P    | 23       | [ 17 ] |
| 1651           | Kötzschenbroda   | Friedenskirche                     |                                                                                  | II/P    | 19       | [ 18 ] |
| 1661           | Reinhardtsgrimma | Dorfkirche                         |                                                                                  |         |          | vorher schon 1642 Reparatur der alten Orgel durch Weller |
| 1666           | Kirchhain        | Stadtkirche St. Marien             |                                                                                  |         |          | nur Reparatur |